# Chiesa dei Santi Maria e Marco (Lusiana Conco)
La chiesa dei Santi Maria e Marco, detta anche chiesa di Santa Maria della Neve e San Marco, è la parrocchiale di Conco, frazione-capoluogo del comune sparso di Lusiana Conco, in provincia di Vicenza e diocesi di Padova; fa parte del vicariato di Lusiana.

## Storia
All'inizio la comunità di Conco dipendeva dalla pieve di Santa Maria di Marostica; nel 1473 essa tuttavia confluì nella neo-eretta parrocchia di Santa Caterina.
Nel 1536 iniziarono i lavori di costruzione della chiesa conchese, che venne poi ultimata nel 1539; a partita dalla metà di quel medesimo secolo cominciò a risiedervi un curato stabile, visto che la parrocchiale di Santa Caterina era scomoda per i fedeli di Conco.

Tuttavia, già nel 1601 la parrocchialità venne trasferita a Conco, mentre Santa Caterina divenne una curazia nel 1688.
Tra il 1715 e il 1745 la chiesa venne riedificata, per poi essere consacrata nel 1763.
Negli anni novanta del Novecento la struttura fu interessata da un generale restauro, in occasione del quale si provvide ad adeguare gli impianti e a ripulire i marmi.

## Descrizione
La facciata a salienti della chiesa, che guarda a settentrione, si compone di una parte centrale più alta, conclusa dal frontone e caratterizzata dal portale maggiore timpanato e da una grande finestra trilobata, e di due ali laterali, sulle quali si aprono gli ingressi secondari architravati e due finestre di forma semicircolare.
Annesso alla parrocchiale è il campanile a base quadrata, che s'erge su un alto basamento a scarpa; la cella presenta una bifora per lato ed è coperta dalla cupola a cipolla poggiante sul tamburo ottagonale.

### Interno
All'interno dell'edificio, che si compone di tre navate, sono conservate diverse opere di pregio, tra le quali le due statue lignee ritraenti la Madonna in preghiera e San Marco Evangelista, intagliate nel XVII secolo, l'altare maggiore, il cui ciborio risale al Settecento, il tabernacolo, abbellito da colonnine in alabastro e in diaspro, e gli affreschi raffiguranti le Tre virtù teologali e la Gloria di San Marco, eseguiti da Giuseppe Faccin.